# Antonín Šponar
Antonín Šponar (8. dubna 1920 – 2. listopadu 2002, Jindabyne) byl československý lyžař. Po emigraci do Austrálie působil jako trenér australské reprezentace a v roce 1955 založil tamní lyžařský resort Thredbo.

## Lyžařská kariéra
Na V. ZOH ve Svatém Mořici 1948 reprezentoval Československo a skončil v alpském lyžování na 17. místě ve sjezdu, 22. místě ve slalomu a na 9. místě v kombinaci.